# محوطه نرمکه
محوطه نرمکه در شهرستان کهگیلویه، روستای تلخاب سرد واقع شده و این اثر در تاریخ ۲۴ فروردین ۱۳۸۲ با شمارهٔ ثبت ۸۳۲۷ به‌عنوان یکی از آثار ملی ایران به ثبت رسیده است.